# Liskówka
Liskówka – jezioro w woj. wielkopolskim, w powiecie wągrowieckim, w gminie Skoki, leżące na terenie Pojezierza Gnieźnieńskiego.
Jest to niewielkie jezioro o powierzchni 1,2 ha. Jest połączone z dwoma przyległymi jeziorami Brzeźno i Jeziorek. Powstało z wypłycenia jeziora Maciejak. Po stronie południowej linię brzegową porasta las, zaś po stronie północno-zachodniej znajdują się działki rekreacyjne.
Na podstawie badań przeprowadzonych w 1992 roku wody jeziora zaliczono do II klasy czystości.
Według urzędowego spisu opracowanego przez Komisję Nazw Miejscowości i Obiektów Fizjograficznych (KNMiOF) nazwa tego jeziora to Liskówka.